# Dichocrocis atrisectalis
Dichocrocis atrisectalis là một loài bướm đêm trong họ Crambidae.